# Procopio di Gaza
Procopio di Gaza (in latino Procopius; Gaza, 465 circa – 528) è stato un filosofo e retore romano, sofista neoplatonico appartenente alla Scuola di Gaza.

## Biografia
Ebbe tre fratelli e una sorella. Ricevette l'educazione iniziale nella sua città natale, prima di recarsi ad Alessandria d'Egitto dopo essere divenuto orfano di padre. Ad Alessandria studiò probabilmente sotto Olimpiodoro il Vecchio e divenne sofista. Si dedicò all'insegnamento della retorica, in Pamfilia, a Cesarea e infine a Gaza: qui, nel 491/495 succedette ad Enea di Gaza nella direzione della scuola di retorica. Rimase a Gaza fino alla vecchiaia, quando si ritirò a vita privata facendosi succedere alla guida della scuola dal proprio discepolo Coricio di Gaza. Morì nel 528, secondo alcuni come vescovo di Maiuma di Gaza.
Procopio trascorse la maggior parte della sua vita a Gaza senza prendere parte alle discussioni teologiche del suo tempo. Invece, scrisse scritti retorici, tra cui un panegirico sull'imperatore Anastasio I Dicoro, una descrizione di Hagia Sophia e un lamento sulla sua parziale distruzione in un terremoto. Le sue 162 lettere a personalità per lo più di alto livello danno un'idea del suo tempo e anche del suo carattere. La polemica a lui attribuita contro il neoplatonico Proclo fu probabilmente scritta dall'arcivescovo Nicola di Metone (XII secolo). Inoltre, scrisse commentari sui libri dell'Antico Testamento, che sono tra i primi esempi dei cosiddetti commentari catenici.
La fonte più importante per la vita di Procopio è il suo discepolo Coricio di Gaza.